# Aprilupproret
Aprilupproret (bulgariska: Априлско въстание) var ett uppror som organiserades av bulgarer i Osmanska riket från april till maj 1876 och som indirekt ledde till Bulgariens frigörelse 1878.
Upproret bröt ut som ett resultat av de svåra inre och yttre problem som Osmanska riket upplevde i mitten av 1870-talet. 1875 höjdes de skatter som togs ut av icke-muslimer, därför att man fruktade att staten skulle bli bankrutt. Skattehöjningen orsakade i sin tur spänningar mellan muslimer och kristna och ledde till ett uppror i Bosnien och Hercegovina. När den osmanska överheten inte kunde hantera upproret med framgång visades hur svag staten var, samtidigt som de grymheter som följde diskrediterade imperiet inför omvärlden. 
I november 1875 möttes aktivister från Bulgariska revolutionära centralkommittén i den rumänska staden Giurgiu och bestämde att den politiska situationen var lämpad för ett allmänt uppror. Upproret planerades till april eller maj 1876. Bulgariens territorium indelades i fem revolutionsdistrikt med centrum i Vratsa, Veliko Tărnovo, Sliven, Plovdiv och Sofia.
Under förberedelserna för upproret gav organisatörerna upp idén om ett femte revolutionsdistrikt i Sofia på grund av det dåliga tillståndet hos de lokala revolutionskommittéerna, och flyttade det fjärde revolutionsdistriktets centrum från Plovdiv till Panagjurisjte. 14 april 1876 hölls ett allmänt möte av kommittéerna från det fjärde revolutionsdistriktet i området Oborisjte nära Panagjurisjte för att diskutera utropandet av upproret. En av delegaterna avslöjade dock planerna för de osmanska myndigheterna. 20 april 1876 försökte den osmanska polisen gripa ledaren för den lokala revolutionskommittén i Koprivsjtitsa Todor Kablesjkov.
I enlighet med de beslut som tagits i Oborisjte angrep den lokala kommittén den osmanska polisens högkvarter i staden och utropade upproret två veckor i förväg. Inom några dagar spreds upproret till hela Srednabergen och till ett antal städer och byar i nordvästra Rodopibergen. Upproret bröt ut även i de andra revolutionsdistrikten, fast i mycket mindre skala. Områdena Gabrovo, Trjavna och Pavlikeni gjorde också uppror, liksom flera byar norr och söder om Sliven och nära Berovo (i nuvarande Nordmakedonien). 
De osmanska myndigheterna reagerade snabbt och skoningslöst. Grupper av reguljära och irreguljära osmanska trupper (basjibosuker) mobiliserades och anföll de första upprorsstäderna så tidigt som 25 april. I mitten av maj var upproret helt underkuvat. Ungefär 30 000 människor dödades, 80 byar och städer brändes ner och 200 andra plundrades. Grymheterna som medföljde underkuvandet av upproret var som värst i norra Rodopibergen. Nästan hela befolkningen i staden Batak (3 000 människor) dödades av osmanska irreguljära trupper som lämnade högar av lik runt torget och kyrkan. 
Även om själva upproret var ett misslyckande i sig självt orsakade det ett väldigt ramaskri i Europa. Bilderna av brända och slaktade människokroppar och artiklarna om osmanernas grymheter gick runt bland alla europeiska tidningar och väckte fördömanden från ett antal ledande europeiska politiker och kulturpersonligheter, däribland William Ewart Gladstone, Charles Darwin, Oscar Wilde, Victor Hugo och Giuseppe Garibaldi. Den oro som orsakades av upproret ledde till Konstantinopelkonferensen 1876 och rysk-turkiska kriget 1877–1878.